# Aegyptobia xerophilus
Aegyptobia xerophilus är en spindeldjursart som först beskrevs av Reck 1953.  Aegyptobia xerophilus ingår i släktet Aegyptobia och familjen Tenuipalpidae. Inga underarter finns listade i Catalogue of Life.